# Jacky Ickx
Jacques Bernard „Jacky” Ickx (ur. 1 stycznia 1945 w Brukseli) – belgijski kierowca wyścigowy.

## Kariera
W 1966 zadebiutował w Formule 1 w samochodzie F2 podczas Grand Prix Niemiec. W 1968 roku został kierowcą teamu Ferrari i odniósł swoje pierwsze zwycięstwo w rozgrywanym w ulewnym deszczu Grand Prix Francji. Kolejny sezon spędził w zespole Jacka Brabhama, zdobywając wicemistrzostwo świata. W 1970 roku powtórzył ten sukces za kierownicą Ferrari.
W 1974 roku odszedł z Ferrari do Lotusa, ostatecznie karierę F1 zakończył w 1979 roku. Łącznie wystartował w 114 wyścigach Grand Prix. Odniósł 8 zwycięstw, 13 razy wywalczył pole position.
Sześć razy zwyciężał w słynnym 24-godzinnym wyścigu w Le Mans. W 1977 roku wygrał słynny australijski wyścig samochodów turystycznych Bathurst 1000, w 1979 roku został mistrzem serii Can-Am, a w 1983 wygrał Rajd Dakar.
W 1985 roku zakończył karierę sportową, chociaż wystartował jeszcze później kilkakrotnie w rajdzie Dakaru.
W 1984 roku podjął kontrowersyjną decyzję o przerwaniu wyścigu o Grand Prix Monako, dzięki czemu Alain Prost uratował zwycięstwo przed znacznie szybszym Ayrtonem Senną. Wyścig rozgrywano w ulewnych opadach deszczu, a Ickx pełnił funkcję głównego sędziego zawodów. W związku tym, że przejechano niewielką część dystansu przyznano tylko połowę punktów za każde miejsce. Wskutek przerwania wyścigu największe straty poniósł Stefan Bellof startujący na Tyrrell-Cosworth bez turbodoładowania, który dzięki trudnym warunkom wyprzedzał kolejnych rywali i miał szansę na zwycięstwo mimo małej mocy silnika. Ostatecznie tytuł mistrzowski w sezonie 1984 przypadł Niki Laudzie, który wyprzedził Prosta o pół punktu.